# Jisrael Alter

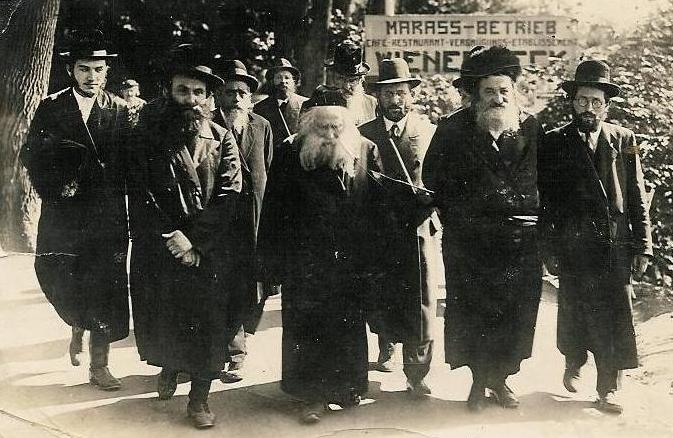
Im Vordergrund links Jisrael Alter, im Mittelpunkt vorne sein Vater Avraham Mordechai Alter

Jisrael Alter (auch Bejs Jisroel genannt; geboren am 12. Oktober 1895 in Góra Kalwaria; gestorben am 20. Februar 1977 in Jerusalem) war der fünfte Gerer Rebbe.

## Leben
Alter wurde 1895 als dritter Sohn des Gerrer-Rabbiners Avraham Mordechai Alter in Polen geboren. Er studierte schon früh bei seinem Großvater Jehuda Aryeh Leib Alter. Mit 13 Jahren heiratete er eine Cousine. Während der deutschen Besetzung musste er 1940 aus Polen fliehen und wanderte in Palästina ein. Seine Frau, sein Sohn, seine Tochter und die Enkelkinder wurden in Deutschland während der Schoah ermordet. Jisrael Alter heiratete erneut. Die Ehe mit Pearl Weidenfield blieb kinderlos.
Nach dem Tod seines Vaters Avraham Mordechai Alter wurde Alter 1948 fünfter Rabbiner der chassidischen Ger. Alter wurde einer der religiösen Führer der Partei Agudat Jisra’el und begleitete die Arbeit der Partei in der Knesset. Er wurde zu einem einflussreichen Politiker, der sich stark für eine ultraorthodoxe Ausrichtung des neuen Staates einsetzte. Unter seiner Führung wurde die Ger-Bewegung zur größten chassidischen Gruppe in Israel. Alter vereinte die über 100 Bildungseinrichtungen der Ger unter dem Dach der Ichud Mosdos Gur.
Alter veröffentlichte zahlreiche Bücher zum chassidischen Judentum, darunter auch einen fünfbändigen Kommentar zur Tora.
Jisrael Alter starb im Februar 1977 in Jerusalem und wurde auf dem Jüdischen Friedhof am Ölberg begraben.